# إريك هيوز
إريك هيوز (بالإنجليزية: Eric Hughes)‏ هو لاعب دوري الرغبي إنجليزي، ولد في 17 أكتوبر 1950 في بريسكوت ‏ في المملكة المتحدة.